# Honey and Clover
Honey and Clover (ハチミツとクローバー?, Hachimitsu to Kurōbā, lett. "Miele e trifoglio"), spesso abbreviato in "HachiKuro" (ハチクロ?), è un manga josei scritto e disegnato da Chika Umino, pubblicato in Giappone sulle riviste CUTiEcomic, Young You e Chorus di Shūeisha dal giugno 2000 al luglio 2006. In Italia è stato pubblicato da Panini Comics dal luglio 2007 all'aprile 2008. Nel 2003 l'opera ha vinto il Kodansha Manga Award nella categoria shōjo.
Tra l'aprile 2005 e il settembre 2006 è stato realizzato un anime di due stagioni, da 24 episodi la prima e da 12 episodi la seconda, dallo studio J.C.Staff, trasmesso in Giappone su Fuji TV; due puntate speciali sono state inserite all'interno della pubblicazione in DVD. La serie ha generato anche un film live action, distribuito nei cinema giapponesi il 22 giugno 2006, e due dorama televisivi, trasmessi rispettivamente in Giappone e a Taiwan nel 2008.

## Trama

### Prima stagione
Yuta Takemoto, Takumi Mayama e Shinobu Morita sono tre giovani studenti che vivono insieme in un palazzo fatiscente. Iscritti presso una scuola d'arte, fanno una vita piuttosto modesta (non hanno ad esempio neanche la doccia in casa), ma trovano sempre il modo di gioire della propria esperienza (ognuno di loro in effetti sembra essere dotato di un grosso talento artistico).
Un giorno il professore Shuji Hanamoto presenta loro sua nipote Hagumi "Hagu" Hanamoto. Morita dichiara subito il suo amore per la tenera fanciulla (che molti scambiano per una bambina) anche se a volte si comporta in un modo piuttosto strano e bizzarro, per non dire da maniaco, mentre Takemoto non lascia trapelare i suoi sentimenti e tende a comportarsi da amico con la ragazza, che dal canto suo non dimostra particolare interesse per i due.
Il gruppo inoltre include anche Ayumi Yamada, una delle più belle e corteggiate ragazze della scuola, maestra nella creazione di vasi e oggetti in creta, innamorata perdutamente di Mayama, il quale però è l'unico a non volere il suo amore. Il ragazzo infatti è a sua volta innamorato di una donna più grande con cui lavora, Rika Harada, la quale lo allontana per non urtare i suoi sentimenti. Il gruppo attraversa varie vicissitudini, ma con il passare del tempo i vari legami al suo interno non subiscono cambiamenti, nonostante i vari componenti affrontino ognuno un proprio cammino personale.

### Seconda stagione
Sebbene la trama non si discosti particolarmente dal precedente capitolo, in questa serie viene abbandonata la parte più frivola della precedente e persino i personaggi più divertenti ed estroversi subiscono una mutazione che li rende più adulti e responsabili (come nel caso di Morita). Honey and Clover II basa la propria trama sul concetto di scelta e quindi di bivio. I personaggi nei dodici episodi si trovano di fronte a situazioni che li costringono a fare una precisa scelta che comporta per quasi tutti una perdita più che un guadagno.
Come detto, i personaggi risultano cresciuti e quasi tutti ormai si dedicano ad un lavoro a tempo pieno: soltanto Hagu e Takemoto devono infatti ancora finire la scuola e sono gli unici a vivere l'ultimo festival artistico con le loro opere. Ed è proprio il festival a giocare un ruolo importante nella trama, che subisce un drastico mutamento dopo avvenimenti piuttosto spiacevoli, rendendo la serie ancora più drammatica.

## Personaggi

Shuji mentre presenta Hagumi a Takumi e Yuta

### Personaggi principali
Hagumi Hanamoto (花本 はぐみ?, Hanamoto Hagumi)
Doppiata da: Haruka Kudō (ed. giapponese)
Soprannominata "Hagu", ha 18 anni anche se sembra una bambina e per questo viene presa di mira da Morita.
Estremamente dotata come artista, viene introdotta nel gruppo da Shuji, suo zio. 
All'inizio viene vista come strana e ha difficoltà a socializzare, sempre attaccata a suo zio; col passare del tempo diventa amica del gruppo e si lega a Yamada. 
S'innamora, ricambiata, di Morita anche se non sa come affrontare sia lui sia i propri sentimenti. 
Nella seconda stagione scopriamo quali sono i suoi veri ideali. 
Durante la preparazione del Festival scolastico è vittima di un terribile incidente che la sprofonda in una grande depressione. 
Hagu e Morita hanno modo di confrontarsi e decidono che non è il momento.
Viene anche approfondito il suo legame con Shuji, suo zio, che si prenderà cura di lei.
Yuta Takemoto (竹本 裕太?, Takemoto Yūta)
Doppiato da: Hiroshi Kamiya (ed. giapponese)
Ha 19 anni, è un bravo ragazzo ed è un po' succube delle angherie di Morita.
Ha un colpo di fulmine per Hagu ma riuscirà a dichiararle il suo amore tempo dopo e verrà respinto.
Ha avuto un passato difficile, dopo aver perso il padre da piccolo, ad esempio passando tutti i giorni di Natale nell'ospedale dove lavorava sua madre con la quale ha un buonissimo rapporto che altrettanto instaurerà col nuovo patrigno. 
Convinto delle proprie potenzialità, grazie anche all'esperienza avuta girovagando in bicicletta per il Giappone, sogna di potersi unire alla compagnia di restauratori, incontrati lungo il cammino, con i quali ha lavorato e che ha salutato temporaneamente per tornare all'università; una volta laureato tornerà da loro.
Takemoto è sovente la voce narrante, come se le esperienze raccontate in Honey and Clover II fossero filtrate direttamente dai suoi occhi.
Shinobu Morita (森田 忍?, Morita Shinobu)
Doppiato da: Yūji Ueda (ed. giapponese)
Ha 24 anni ed è un ragazzo particolarmente intelligente che ritarda volutamente la laurea per non lasciare l'ambiente universitario che gli piace tanto.
Si innamora, ricambiato, di Hagu ma col suo comportamento un po' folle la spaventa non poco. 
È eccentrico, dorme poco, è iperattivo e ha una grande passione per i soldi, arrivando a stare lontano da casa anche mesi per un lavoro. 
Nella seconda stagione si scopre il passato di Morita e il rapporto con il fratello. Il padre era proprietario di una ditta che venne rilevata da un'altra società e per questo perse il posto. Shinobu e il fratello decisero di guadagnare abbastanza per poter rilevare nuovamente la società del padre. Morita in realtà non sente il desiderio di vendetta così come lo sente il fratello. Riusciranno a "vendicarsi" e il loro rapporto ne uscirà rinsaldato.
Dopo aver chiarito la situazione con Hagu, complice una notte passata insieme, decide di partire per gli Stati Uniti per sfruttare al meglio le proprie capacità.
Con la laurea finalmente in tasca, prima di andar via lascia una cospicua somma di denaro per le cure di Hagu e avverte zio Hanamoto che tornerà.
Takumi Mayama (真山 巧?, Mayama Takumi)
Doppiato da: Tomokazu Sugita (ed. giapponese)
Ha 21 anni ed è un ragazzo molto serio, il primo del gruppo a laurearsi e trovare lavoro.
Viene visto dagli altri (e da se stesso) come un adulto. 
Innamorato di Rika, fugge da Yamada, che non esita a trattare freddamente pur di allontanarla, anche se in realtà si dimostra molto protettivo nei suoi confronti. 
Il ragazzo arriva persino a licenziarsi per amore di Rika. 
Nella seconda stagione Mayama finalmente riesce a concretizzare il proprio amore. Partirà con Rika alla volta della Spagna per un nuovo progetto lavorativo.
Ayumi Yamada (山田 あゆみ?, Yamada Ayumi)
Doppiata da: Mikako Takahashi (ed. giapponese)
Ha 21 anni ed è una graziosa ragazza molto abile con la creta e corteggiata da tutti i ragazzi della scuola e del quartiere in cui lavora.
È innamorata di Mayama, che non la ricambia nonostante siano legati da una forte amicizia. La ragazza però non riesce a superare i suoi sentimenti per lui e continua a stargli accanto. Trova in Hagu un'ottima amica dopo che si trasferisce a casa sua per un anno. 
Nella seconda stagione Yamada continua a soffrire per la storia tra Mayama e Rika. Piange sovente sognando di riuscire finalmente a dimenticare il ragazzo, ma senza riuscirci. Sulle prime, le azioni di Nomiya - che per la ragazza è capace di macinare chilometri senza riposarsi - non hanno effetto; alla lunga, però, riuscirà a soppiantare Mayama nel cuore di Ayumi. Con pazienza e determinazione, sarà per lei un grande appoggio e una persona sulla quale la ragazza potrà sempre contare.
Shuji Hanamoto (花本 修司?, Hanamoto Shūji)
Doppiato da: Keiji Fujiwara (ed. giapponese)
È un professore presso la scuola d'arte di Morita e gli altri studenti del gruppo.
Introduce Hagu all'università; è lo zio e si sente molto legato alla ragazza. 
Era il miglior amico di Rika (lo è ancora) e di suo marito ed è lui che raccomanda Mayama alla donna come aiutante. 
Nella seconda stagione Shuji rimane il mentore del gruppo, ma ha rapporti quasi esclusivamente con i suoi studenti, in special modo con Hagu. 
Il rapporto profondo che ha con la nipote (e l'incidente di questa) diventa per lui qualcosa di più. I suoi conoscenti sono contenti per lui che ha scoperto quel nuovo sentimento.
Alla cena di addio di Takemoto è rattristato di doverli salutare mentre guardano tutti insieme le gesta americane di Shinobu in quel momento in televisione. Si rende conto che il ragazzo, come promessogli, sta facendo sul serio.
Laureati tutti, si prende un anno sabbatico per aiutare Hagu a riprendersi, tornando con lei alla casa di famiglia.
Rika Harada (原田 理花?, Harada Rika)
Doppiata da: Sayaka Ōhara (ed. giapponese)
È la fondatrice della Harada Design. Sfigurata dopo un grave incidente in cui è morto il marito, si addossa tutta la colpa e taglia i ponti con il mondo esterno.
Quando Mayama le dichiara il suo amore, lei lo allontana per non fargli del male, anche se il ragazzo le ha sempre dimostrato una totale sottomissione dovuta ai suoi sentimenti per lei. 
Nella seconda stagione Rika rimane piuttosto fredda con Mayama, anche se mostra una certa apertura verso il ragazzo quando questo la obbliga a compiere un viaggio verso casa in cui lasciano il lavoro alle spalle. Nonostante l'amore concretizzato con Mayama, Rika era sul punto di chiudere tutti gli affari in corso e suicidarsi per raggiungere il marito morto. Il giovane riesce a farle cambiare idea e con un amore nuovo e un progetto nascente parte con lui per la Spagna.
Kaoru Morita (森田 馨?, Morita Kaoru)
Doppiato da: Takuma Takewaka (ed. giapponese)
Fratello maggiore di Shinobu. Ha una misteriosa attività che gli permette di guadagnare facilmente grandi quantità di denaro; viene infine rivelato che lui e Shinobu lavorano insieme per poter riacquistare la ditta paterna, venduta ad un'altra società quand'erano ancora bambini.
A differenza del fratello, è un tipo pratico che sa organizzarsi molto bene. È una delle poche persone in grado di sopportare le idiosincrasie ed eccentricità di Shinobu; spesso riesce a tenerlo sotto controllo. Ama profondamente Shinobu e lo appoggia incondizionatamente, anche se a volte si sente inferiore e un po' invidioso del suo gran talento artistico.
Takumi Nomiya (野宮 匠?, Nomiya Takumi)
Doppiato da: Kenji Hamada (ed. giapponese)
Superiore di Takumi quando questi va a lavorare allo studio Fujiwara; diventa subito un suo rivale nel tentativo d'accaparrarsi le attenzioni e il cuore di Ayumi.
Descritto come bello, intelligente e un po' maniaco del lavoro, viene superficialmente ritenuto un playboy (effettivamente è molto esperto con le donne). Finisce con l'innamorarsi di Ayumi. 
Nella seconda stagione continua a corteggiare Yamada nonostante più volte ammetta di non riuscire a comprendere la sua mentalità da adolescente. Si trova casualmente sempre per strada quando la ragazza vaga in lacrime e tenta in ogni modo di confortarla.
Alla fine riuscirà a conquistare la sua amata.

### Personaggi secondari
Kazushi Yamazaki (山崎 一志?, Yamazaki Kazushi)
Doppiato da: Hiroshi Tsuchida (ed. giapponese)
Dipendente della Fujiwara Design assieme a Nomiya e Miwako, di cui è romanticamente interessato ma fino ad allora non corrisposto. Davanti alle donne è sempre un po' timido ed impacciato.
Miwako Teshigawara (勅使河原 美和子?, Teshigawara Miwako)
Doppiata da: Michiko Neya (ed. giapponese)
Si diverte a prendere in giro i suoi colleghi di lavoro in una misura estrema e viene descritta come una persona che si approfitta degli altri, cercando in ogni caso il proprio tornaconto. Gran ammiratrice dell'ottimo lavoro di Rika, ha un cane di nome Leader e si rilassa andando di tanto in tanto in un centro benessere.
Leader (リーダー?, Rīdā)
Doppiato da: Takeshi Aono (ed. giapponese)
Il cane di Miwako, grande e di pelo bianco, sembra capire perfettamente i discorsi degli umani.
Mitsuko Aida (合田 美津子?, Aida Mitsuko)
Doppiata da: Emi Shinohara (ed. giapponese)
Madre di Yuta, lavora come infermiera al locale ospedale nel reparto pediatrico; si è risposata con Kazuo non appena Yuta ha terminato le scuole medie. Tende, proprio come fa il figlio, a non chiedere mai aiuto ad alcuno, quando ne ha bisogno, in quanto non vuole appesantire gli altri con i suoi problemi.
Kazuo Aida (合田 稼頭男?, Aida Kazuo)
Doppiato da: Kenta Miyake (ed. giapponese)
Patrigno di Yuta. Pur essendo un uomo affabile ed essenzialmente gentile, Yuta ha difficoltà ad aprirsi con lui, anche a causa dell'estrema diversità di carattere rispetto al padre.
Kazuhiko Hasegawa (長谷川 一彦?, Hasegawa Kazuhiko)
Doppiato da: Hirofumi Nojima (ed. giapponese)
Coinquilino di Yuta, occupa la stanza 201. Dopo la laurea apre un ristorante ed utilizza le proprie abilità artistiche per fare vari lavoretti che poi espone all'interno del negozio.
Professor Tange (丹下先生?, Tange-sensei)
Doppiato da: Masashi Hirose (ed. giapponese)
Professore emerito di scultura, è uno dei primi ad aver riconosciuto il genio di Shinobu; commette però l'errore di prenderlo troppo sul serio. Per tutti gli otto anni di scuola trascorsi assieme segue l'allievo con pazienza e fiducia.
Professor Shoda (庄田先生?, Shōda-sensei)
Doppiato da: Mugihito (ed. giapponese)
Istruttore e supervisore di Ayumi, oltre che appassionato ammiratore del lavoro della ragazza; rimane talmente impressionato dal suo progetto di laurea da scoppiar in un dirotto pianto di gioia. Anche dopo aver conseguito la laurea Ayumi decide di continuare a lavorare a fianco di Shoda come studentessa post laurea fino a quando non riesca a trovare un lavoro.
Professor Yumi Koda (幸田 由美 先生?, Kōda Yumi-sensei)
Doppiato da: Natsuki Mori (ed. giapponese)
Insegnante senior presso l'istituto d'arte, nonché istruttore e supervisore di Hagumi. In passato aveva cercato di diventare un pittore di fama a Parigi, ma aveva dovuto infine desistere; desidera pertanto con tutte le forze che il talento innato di Hagumi non sia disperso inutilmente.
Asai (浅井?, Asai)
Doppiato da: Motomu Kiyokawa (ed. giapponese)
Uomo di 50 anni, presidente di una società artigianale di design. Amico di Rika, conosce sia il professor Hanamoto che Mayama. Lavorerà temporaneamente a fianco della donna quando Takumi andrà alla 'Fujiwara design'.
Okina Nakamori (中森 翁?, Nakamori Okina)
Doppiato da: Makoto Yasumura (ed. giapponese)
Professore emerito di pittura classica giapponese.

## Manga
Il manga è stato pubblicato sulla rivista CUTiEcomic dal giugno 2000 al luglio 2001, su Young You dal novembre 2001 al novembre 2005, e su Chorus dal febbraio all'agosto 2006, e successivamente serializzato in 10 tankōbon tra l'agosto 2002 e il settembre 2006.
In Italia è stato pubblicato da Planet Manga (Panini Comics) a partire dal luglio 2007 fino all'aprile 2008.

### Volumi
| Nº | Titolo italiano Giapponese 「Kanji」 - Rōmaji                               | Data di prima pubblicazione          | Data di prima pubblicazione |
| Nº | Titolo italiano Giapponese 「Kanji」 - Rōmaji                               | Giapponese                           | Italiano                    |
| 1  | Honey and Clover 1 「ハチミツとクローバー １」 - Hachimitsu to Kurōbā 1     | 24 agosto 2002 ISBN 4-08-865079-4    | 24 luglio 2007              |
| 1  | Capitoli 1-9 + extra                                                        |                                      |                             |
| 2  | Honey and Clover 2 「ハチミツとクローバー ２」 - Hachimitsu to Kurōbā 2     | 24 agosto 2002 ISBN 4-08-865080-8    | 30 agosto 2007              |
| 2  | Capitoli 10-15 + extra                                                      |                                      |                             |
| 3  | Honey and Clover 3 「ハチミツとクローバー ３」 - Hachimitsu to Kurōbā 3     | 22 gennaio 2003 ISBN 4-08-865107-3   | 27 settembre 2007           |
| 3  | Capitoli 16-21 + extra                                                      |                                      |                             |
| 4  | Honey and Clover 4 「ハチミツとクローバー ４」 - Hachimitsu to Kurōbā 4     | 24 febbraio 2003 ISBN 4-08-865111-1  | 25 ottobre 2007             |
| 4  | Capitoli 22-28 + extra                                                      |                                      |                             |
| 5  | Honey and Clover 5 「ハチミツとクローバー ５」 - Hachimitsu to Kurōbā 5     | 24 agosto 2003 ISBN 4-08-865139-1    | 29 novembre 2007            |
| 5  | Capitoli 29-34 + extra                                                      |                                      |                             |
| 6  | Honey and Clover 6 「ハチミツとクローバー ６」 - Hachimitsu to Kurōbā 6     | 24 maggio 2004 ISBN 4-08-865203-7    | 27 dicembre 2007            |
| 6  | Capitoli 35-40 + extra                                                      |                                      |                             |
| 7  | Honey and Clover 7 「ハチミツとクローバー ７」 - Hachimitsu to Kurōbā 7     | 23 marzo 2005 ISBN 4-08-865273-8     | 31 gennaio 2008             |
| 7  | Capitoli 41-46 + extra                                                      |                                      |                             |
| 8  | Honey and Clover 8 「ハチミツとクローバー ８」 - Hachimitsu to Kurōbā 8     | 24 luglio 2005 ISBN 4-08-908039-8    | 28 febbraio 2008            |
| 8  | Capitoli 47-53 + extra                                                      |                                      |                             |
| 9  | Honey and Clover 9 「ハチミツとクローバー ９」 - Hachimitsu to Kurōbā 9     | 14 luglio 2006 ISBN 4-08-865352-1    | 29 marzo 2008               |
| 9  | Capitoli 54-60 + extra                                                      |                                      |                             |
| 10 | Honey and Clover 10 「ハチミツとクローバー １０」 - Hachimitsu to Kurōbā 10 | 13 settembre 2006 ISBN 4-08-865358-0 | 24 aprile 2008              |
| 10 | Capitoli 61-64 + extra                                                      |                                      |                             |

## Anime
L'anime è andato in onda su Fuji TV per due stagioni dal 14 aprile 2005 al 14 settembre 2006; nei DVD della serie sono presenti altri due episodi legati alla prima stagione.
Diversamente da molti altri anime, il periodo di tempo della storia è piuttosto vasto e copre diversi anni di vita dei protagonisti. Le prime scene introducono il gruppo impegnato a passare gli ultimi anni del college, mentre alcuni episodi dopo ci ritroviamo già con alcuni membri diplomati e alla ricerca di lavoro.

### Episodi
I titoli degli episodi sono citazioni o parti di un discorso dette dai personaggi al loro interno. Il primo titolo (a sinistra) corrisponde al titolo ufficiale, mentre il secondo (a destra, se disponibile) è quello indicato nei teaser.
| Nº                              | Titolo italiano (traduzione letterale) Giapponese 「Kanji」 - Rōmaji | In onda           | In onda |
| Nº                              | Titolo italiano (traduzione letterale) Giapponese 「Kanji」 - Rōmaji | Giapponese        |         |
| Prima stagione (24 + 2 episodi) | |                   |         |
| 1                               | …… Ho visto il momento in cui la gente s'innamora per la prima volta. Accidenti…… 「⋯⋯ 人が恋に落ちる瞬間を初めて見てしまった。まいったな⋯⋯」 - …… Hito ga koi ni ochiru shunkan wo hajimete mite shimatta. Maitta na…… | 14 aprile 2005    |         |
| 1                               | Yuta, studente del 2º anno d'università al dipartimento d'arte, vive nella stessa casa accanto a Takumi e Shinobu; questi ogni tanto scompare misteriosamente per giorni o addirittura intere settimane per poi tornare stravolto e stanchissimo. Quando ciò accade tocca a Yuta cercar di svegliarlo alla mattina per evitar di fargli perdere le lezioni; Shinobu è all'ultimo anno e dovrebbe prepararsi per la tesi. Più tardi assieme a Takumi, il senpai del 4º anno, Yuta incontra Hagumi, nipote del loro professore (figlia di suo cugino). Purtroppo per lei anche Shinobu vede la ragazza e sembra rimanerne davvero folgorato, tanto che inizia subito a fare vari ritratti di lei. |                   |         |
| 2                               | Guardare per un po' Hagu, impaziente…… voglio dire / I nostri due amori stanno ruotando 「はぐちゃんを見て少し、焦った⋯⋯ っていうか／２つの恋が回り出す」 - Hagu-chan wo mite sukoshi, asetta…… tte iu ka / Futatsu no koi ga mawaridasu | 21 aprile 2005    |         |
| 2                               | Yuta e Takumi scoprono presto i notevolissimi talenti artistici di Hagumi; le foto fattegli da Shinobu sono intanto finite nel suo sito web. Hagu, venuta a conoscenza della raccolta di sue immagini messe in rete si arrabbia con Shinobu e comincia a lanciargli contro vari oggetti, tra cui il quaderno contenente la lista delle cose che più desidera in quel momento. Intanto Yuta prepara un party in stile teppanyaki e v'invita gli amici. Nella vetrina d'un negozio Shinobu scorge casualmente uno degli oggetti tanto desiderati da Hagu, un paio di ciabatte rosa coi tacchi: entra subito a comprarli con l'intenzione di fare un regalo alla ragazza. Appena giunto a casa, mezzo addormentato, consegna a Yuta due pacchi di carne affumicata per il party di quella sera e ad Hagu le calzature che ha acquistato appositamente per lei. Mentre Hagu tutta felice se li prova, Yuta si mette in spalla Shinobu distrutto dalla stanchezza e lo porta a casa; nel contempo s'accorge improvvisamente dei propri sentimenti nei confronti di Hagumi. |                   |         |
| 3                               | Ehi, tu. Perché io? / Quelli erano due amori non corrisposti 「あのさ、お前。なんで俺なんだ？／それは２つの片思い」 - Ano sa, omae. Nande ore nanda? / Sore wa futatsu no kataomoi | 28 aprile 2005    |         |
| 3                               | Siamo verso la fine dell'estate ed una sera i tre ragazzi si trovano assieme di ritorno dai bagni pubblici, quando Yuta riceve una telefonata da Hagu che li invita tutti a cena da lei il giorno seguente: Shinobu e Takumi decidono di non partecipare e Yuta è l'unico a presentarsi a casa del professor Hanamoto. Takumi ha sviluppato col tempo un forte attaccamento affettivo nei confronti di Rika, una donna più grande di lui buona amica di Hanamoto; Ayumi, compagna di corsi di Takumi e innamorata dell'amico, lo rimprovera pubblicamente per questo. Più tardi, quando si trovano soli, Ayumi chiede a Takumi il motivo per cui egli continui a lavorare part time nella società di Rika senza aver mai avuto il coraggio di menzionarle i propri sentimenti: Takumi le risponde freddamente che invece d'occuparsi di lui dovrebbe invece andar a cercarsi un ragazzo che sappia corrisponderle. Ad Ayumi, profondamente ferita, non rimane altro da fare che piangere. |                   |         |
| 4                               | La verità è che non mi piace poi così tanto. Il Natale…… / Lui e lei vacillano 「ホントはあんま好きじゃない。クリスマス⋯⋯ ／彼と彼女が揺れ動く」 - Honto wa anma suki janai. Kurisumasu…… / Kare to kanojo ga yureugoku | 5 maggio 2005     |         |
| 4                               | Takumi continua a vivere dibattuto tra i sentimenti che lui prova per Rika e quelli che Ayumi rivolge a se stesso; nel frattempo Hagu sembra esser sopraffatta dalle aspettative che gli altri hanno nei confronti delle sue capacità artistiche. Il giorno seguente Shinobu invita tutti a festeggiare assieme il Natale e Yuta, accompagnando Hagu a fare shopping, le confessa che quella festa in particolare non le è mai molto piaciuta. Takumi, appostato davanti all'ufficio dove lavora Rika, vede la donna che sta uscendo assieme al professor Hanamoto; li guarda muto allontanarsi in automobile. La notte di Natale è intanto giunta e Takumi, dopo essersi presentato un po' in ritardo, esce assieme ad Hanamoto e gli chiede dove sia andata Rika con lui quel giorno. Viene così a sapere che hanno visitato la tomba del marito di lei, un carissimo amico di Hanamoto, morto nello stesso incidente d'auto che ha ferito gravemente anche la donna. Hagu interrompe però la loro conversazione appartata e i due tornano a partecipare alla festa. Infine Takumi rimane a fare le pulizie, mentre Hanamoto accompagna gli altri a casa: il giovane pensa con nostalgia, affacciato alla finestra, sia a Rika che ad Ayumi. Viene interrotto da Shinobu che irrompe come un ciclone completamente ubriaco; Yuta intanto dorme felicemente addormentato sognando il Natale passato accanto ad Hagumi. |                   |         |
| 5                               | …… Sì……… Sono a casa…… / Pensando a mia madre nella mia città natale 「⋯⋯ うん⋯⋯⋯ ただいま⋯⋯ ／故郷の母を想う」 - …… Un……… Tadaima…… / Kokyō no haha wo omou | 12 maggio 2005    |         |
| 5                               | Yuta va, dopo molto tempo, in visita a casa della madre, Mitsuko. Il padre del ragazzo è morto anni prima e la donna si è risposata; da allora Yuta non si è più fatto molto vedere. Il patrigno Kazuo non è mai riuscito a legare col giovane, nonostante gli sforzi fatti nel tentativo d'essere accettato: ma durante quella visita Yuta si rende conto che l'uomo non è un sostituto del padre scomparso, bensì qualcuno che si prende sinceramente ed amorevolmente cura di Mitsuko. Comincia così a provare per la prima volta una qual sorta di rispetto e stima per Kazuo. Più tardi Hanamoto porta con sé i ragazzi per una gita; Takumi si presenta in ritardo. |                   |         |
| 6                               | …… Dimmi Yamada, come hai fatto ad innamorarti di uno come me? / Il passato, le lacrime e la confessione 「⋯⋯ なあ山田、なんで俺なんか好きになっちまったんだよ／過去と涙と告白と」 - …… Naa Yamada, nande ore nanka suki ni natchimattanda yo / Kako to namida to kokuhaku to | 19 maggio 2005    |         |
| 6                               | Yuta, Hagumi, Ayumi, Takumi e il professor Hanamoto vanno allo zoo. Quest'ultimo prende in disparte Takumi e gli racconta del marito di Rika; quando l'uomo morì in un incidente Hanamoto, che era molto amico d'entrambi ed avevano anche vissuto tutti e tre assieme, si prese cura di Rika la quale aveva riportato gravi ferite. Dice anche al ragazzo che Rika che cercando di assumere qualcuno per sostituire Takumi all'agenzia. Rika è convinta che Takumi possa presto trovare un impiego migliore e meglio retribuito di quello che può offrire lei stessa; inoltre la sua vicinanza costante, conoscendo i sentimenti che prova nei propri confronti, sta diventando sempre più dolorosa per la donna. Ayumi intanto pare aver deciso di rimanere all'università anche dopo la laurea come aiutante, mentre Takumi riceve presto risposta positiva ad una delle richieste di lavoro che aveva inviato: si decide di fare un incontro tra tutti per festeggiare i nuovi avvenimenti, al termine del quale Takumi si trova costretto a portare in spalla Ayumi ubriaca che, piangente, gli confessa di amarlo. |                   |         |
| 7                               | Hagu, andiamoci insieme / Noi cerchiamo un miracolo 「はぐ、一緒に行こう／僕たちは奇跡を探す」 - Hagu, issho ni ikō / Bokutachi wa kiseki wo sagasu | 26 maggio 2005    |         |
| 7                               | Ad Hanamoto viene offerto un viaggio di ricerca assieme ad uno dei suoi ex insegnanti: dovranno raccogliere materiale di ricerca e studio per un nuovo libro e staranno via, in Mongolia, per almeno un anno. Hagumi, che era stata invitata a partire con loro, rifiuta, affermando che non rimarrà più sola ché adesso ha degli amici che gli sono cari e che le staranno vicino. Nel frattempo Takumi va a dire addio a Rika, dopo essere venuto a sapere ch'è stato finalmente assunto nell'importante studio d'architettura 'Fujiwara', promettendole però che un giorno sarebbe tornato da lei. Prima della festa d'addio per la partenza di Hanamoto, Hagumi vorrebbe trovare un quadrifoglio da donargli come portafortuna; un po' alla volta passano casualmente per il prato anche tutti gli altri aggiungendosi nella ricerca. Anche se non hanno successo, Yuta custodisce con cura il ricordo di quel pomeriggio trascorso assieme ad Hagu. |                   |         |
| 8                               | Sì…… è lontano…… / Non posso lasciarti da sola 「ああ⋯⋯ 遠いなぁ⋯⋯ ／君を放っておけなくて」 - Aa…… tōi nā…… / Kimi wo hōtte okenakute | 2 giugno 2005     |         |
| 8                               | Ayumi ed Hagu invitano a cena da loro Yuta, Shinobu e Takumi, al termine della quale si viene a sapere che è il compleanno di Yuta: tutti cercano di dare un contributo personale per festeggiare adeguatamente il ragazzo. Shinobu si mette a giocare con Yuta a Twister e finiscono col rimanerne irrimediabilmente bloccati. Dopo che Shinobu fa una battuta sul fatto che Takumi continui a pedinare Rika, questi esce ed incontra Ayumi: la ragazza pensa tra sé e sé se potrà mai rinunciare a Takumi e dimenticarlo, e soprattutto se ne vale la pena che continui a stargli appresso. Takumi, giunto davanti alla casa di Rika, si siede e rimane lì a guardare fisso alla sua finestra. Il giorno seguente Ayumi deve lasciare sola Hagu nell'appartamento per una notte; Yuta, che era passato a farle visita, senza quasi rendersene conto rimane lì a parlare con lei fino a notte inoltrata. |                   |         |
| 9                               | Lei l'avrà capito? Perché non gliel'ho detto? / Quella spilla è pesante 「彼女は気付いただろうか？なぜオレは教えないんだろうか？／そのブローチが重たくて」 - Kanojo wa kizuita darō ka? Naze ore wa oshienaindarō ka? / Sono burōchi ga omotakute | 9 giugno 2005     |         |
| 9                               | Shinobu fa una spilla di legno e poi la regala anonimamente ad Hagu, avendo saputo che la ragazza la desiderava tanto; Yuta, conosciuta la cosa, deve combattere contro i propri sentimenti di gelosia. Ayumi viene anche salvata da Shinobu da un'imbarazzante situazione in cui ella aveva goffamente cercato di confessare il proprio amore per Takumi. Giungono nuovamente le vacanze di Natale ed Hagu aiuta Ayumi nel suo lavoro a tempo parziale nel quartiere commerciale. A Yuta viene chiesto di contribuire aiutando a fare delle belle decorazioni per attirare i clienti. Yuta così percepisce di stare passando per la prima volta un bel Natale; cerca anche di raccontare ad Hagu la verità sulla spilla durante la successiva festa a casa, ma Shinobu lo interrompe prontamente. |                   |         |
| 10                              | …… Non è qualcosa che puoi buttare via così facilmente, vero? …… / Noi attraversiamo il cielo 「⋯⋯ そんな簡単に放り出していいもんじゃないだろ⋯⋯ ／僕たちは空を横切る」 - …… Sonna kantan ni hōri dashitemo iimon janai daro…… / Bokutachi wa sora wo yokogiru | 23 giugno 2005    |         |
| 10                              | Hanno termine anche le festività natalizie e tutto il gruppo si ritrova in gita su un autobus acquatico lungo il fiume Sumida; sul ponte dell'imbarcazione Takumi ha uno scambio di vedute con Yuta; ha capito i sentimenti del ragazzo verso Hagu e lo incoraggia a non mollare, a non arrendersi troppo facilmente. La giornata prosegue e giungono al Kasai Rinkai Park, uno zoo di Edogawa (Tokyo), ma solo per scoprire che è del tutto deserto a causa della bassa stagione. Mentre stanno per salire sulla ruota panoramica Shinobu riesce a far andare assieme Takumi e Ayumi; Yuta riflette, guardando il panorama che gli si staglia davanti, su come evolverà il nuovo anno per ognuno di loro. |                   |         |
| 11                              | No-…… non è stato poi così divertente…… / L'amore ci fa ondeggiare 「た⋯⋯ 楽しくなかった⋯⋯ ／恋に振り回されて」 - Ta…… Tanoshiku nakatta…… / Koi ni furimawasarete | 30 giugno 2005    |         |
| 11                              | Yuta e Ayumi parlano del futuro di Takumi e di come Hagu sia cresciuta dopo averli conosciuti; vengono interrotti dal ritorno improvviso di Hanamoto che ha anticipato il rientro per le preoccupazioni che aveva nei confronti di Hagu. Quella sera si riuniscono tutti per ascoltare la relazione di viaggio. Il giorno seguente Hagu va a far spese assieme a Shinobu, ma la ragazza non riesce a sentirsi a proprio agio per l'imbarazzo crescente d'essere assieme da soli nonché per l'atteggiamento freddo e distante del ragazzo. Alla fine Hagu torna da Hanamoto e gli grida che riesce ad esser tranquilla e serena solo accanto a lui. |                   |         |
| 12                              | Idiota. A cosa stai pensando?! / Il bacio improvviso, la separazione inaspettata 「バッカヤロウ。何考えてんだよ！／突然のキス、唐突な別れ」 - Bakkayarō. Nani kangaeten da yo! / Totsuzen no kisu, tōtotsu na wakare | 7 luglio 2005     |         |
| 12                              | L'intero gruppo si appresta a partecipare all'annuale festival scolastico; alcuni narrano gli avvenimenti recenti in cui sono incappati, gli altri pensano ai loro cari. Hagu però il giorno successivo continua a vivere uno stato d'animo inquieto ed agitato; andando a comprare il tabacco per lo zio si soffermò ad osservar un fiore di ciliegio. Shinobu, comparso improvvisamente di fronte a lei, le mette la sua sciarpa al collo e la bacia, per scappare poi come un folle nel momento in cui si rende conto di ciò che aveva appena fatto: ad Hagu, rimasta scioccata, viene la febbre ed Hanamoto pensa sia causata dallo stress eccessivo. Il professore nel contempo confida a Yuta a sensazione sgradevole avuta dalla nipote l'ultima volta che questa è uscita assieme a Shinobu (non rendendosi ella conto che era dovuto al fatto ch'ella oramai lo amava). Il ragazzo depresso torna a casa e trova un uomo che fa irruzione nella stanza di Shinobu, del tutto simile a quella di una centrale video o sala di controllo computerizzata; verrà a sapere che è suo fratello più grande, Kaoru. Trovato il passaporto del giovane s'appresta a correre all'aeroporto. Yuta, saputo che l'amico è in procinto di partire per Los Angeles ove si tratterrà per lavoro sei mesi, salta in macchina anche lui per poterlo salutare; non sa neanche se tornerà o meno. |                   |         |
| L                               | Noi siamo, faccia a faccia con una leggenda…… / Lo SPECIAL sul senpai Rōmaiya è questo tipo di storia 「僕たちは、伝説と向き合う⋯⋯ ／ローマイヤ先輩ＳＰＥＣＩＡＬはこんなお話」 - Bokutachi wa, densetsu to mukiau…… / Rōmaiya-senpai SPECIAL wa konna ohanashi | DVD               |         |
| 13                              | …… A lei…… Io esattamente, che tipo di risposta avrei dovuto darle? / Tutto quello che volevo sentire era quella piccola cosa 「⋯⋯ 彼女に⋯⋯ 僕はいったい、どんな答えを期待していたんだろう／その、たった一言がききたくて」 - …… Kanojo ni…… Boku wa ittai, donna kotae wo kitai shiteitandarō / Sono, tatta hitokoto ga kikitakute | 14 luglio 2005    |         |
| 13                              | Yuta annuncia il viaggio di Shinobu in California ad Hagumi e agli altri; tornati nuovamente nella stanza dell'amico Hagu risponde a Yuta, che gli chiese se vuole che Shinobu ritorni, in modo stranamente severo e diretto tanto da fargli male. Intanto Ayumi continua a dibattersi nel suo amore non corrisposto per Takumi, il quale gli assegna il compito di creare alcuni soprammobili artistici in ceramica per la nuova ditta in cui lavora. Yuta, notando la graduale perdita di forze ed ispirazione in Hagumi, le ricorda quanto dedizione ha sempre avuto Shinobu nei confronti del proprio lavoro: questo incoraggiamento pare donare nuova linfa vitale alla ragazza. Ayumi poi invita Hagumi ad andar a vedere i fuochi d'artificio che si svolgeranno quella sera in riva al fiume ed entrambe, per celebrare degnamente l'evento, si vestono in yukata; ma Ayumi attende con somma impazienza solamente l'arrivo di Takeru, che pare tardare. |                   |         |
| 14                              | In sogno, l'ho incontrata…… / In sogno, l'ho toccata 「夢の中で、彼女に逢った⋯⋯ ／夢の中で、彼女に触れた」 - Yume no naka de, kanojo ni atta…… / Yume no naka de, kanojo ni fureta | 21 luglio 2005    |         |
| 14                              | Ayumi sogna Rika: Miwako, superiore di Takeru allo studio, le dice che quando si sogna di un altro, è perché la persona nel sogno la desidera incontrare così ardentemente che l'anima sfugge dal corpo per entrare nella mente altrui. Ayumi rimane dubbiosa sull'effettiva verità di quell'interpretazione; sulla via del ritorno dopo la riunione però Takumi s'accorge, mentre assieme ai colleghi Nomiya e Kazushi attraversano un parco, di Rika passar dietro una fontana. In seguito, sul posto di lavoro, tutti si mettono a parlare del defunto marito di Rika e Takumi si rende conto d'esser l'unico a non averlo conosciuto personalmente; Nomiya mostra interesse per la giovane e Takumi, indispettito, arriva in ritardo al festival scolastico accompagnato dai suoi nuovi collaboratori. |                   |         |
| 15                              | …… Rika. È possibile che la Harada Design possa ancora offrirmi un lavoro? / Un me ingiusto, si mette a correre 「⋯⋯ 理花さん。オレをまた原田デザインで使ってもらえますか？／卑怯な僕が、走り出す」 - …… Rika-san. Ore wo mata Harada Dezain de tsukatte moraemasu ka? / Hikyō na boku ga, hashiridasu | 28 luglio 2005    |         |
| 15                              | Il lavoro di Takumi sta procedendo per il meglio; gli capita, durante l'orario d'ufficio, di confidarsi circa gli autentici sentimenti che prova per Ayumi: pure, gli pesa molto la lontananza da Rika. Tornato a casa ed aiutato da Nomiya comincia a raccogliere le ceramiche migliori dell'amica in preparazione di una mostra d'arte a lei dedicata; viene però presto chiamato da Miwako che gli chiede di tornare urgentemente in ufficio, in quanto uno dei modellini di Ayumi è stato rotto accidentalmente. Dopo aver notato che Takumi se n'è andato via lasciando lì la giacca, Ayumi riflette sul tempo trascorso vicino a lui; Nomiya allora, per distrarla, porta la ragazza fuori a mangiare. Appena saputo che sono usciti assieme di sera Takumi mostra d'aver un forte senso di gelosia; Ayumi però pare frustrata da questo cambio repentino d'atteggiamento verso di lei, da distaccato e scostante ad assillante ed inquisitore. Dopo aver parlato ancora una volta di Rika con Hanamoto per schiarirsi le idee Takumi finisce per camminare da solo per la strada. Comincia a ricordare il periodo in cui era sempre accanto a Rika, quando improvvisamente riceve una chiamata che lo avverte del fatto che Asai, attuale assistente di Rika, ha problemi di salute: Takumi lo va a trovare in ospedale e qui incappa in Rika. Davanti alla sua richiesta di poter tornare a lavorare da lei, la donna però lo rifiuta decisa; nonostante ciò Takumi le offre un passaggio in moto e la accompagna verso casa. |                   |         |
| 16                              | La terza scelta non è uscita dalla mia bocca…… / La luna la sta chiamando 「３つめの答えを、僕は、口にしない⋯⋯ ／月が彼女を呼んでいる」 - Mittsume no kotae wo, boku wa, kuchi ni shinai…… / Tsuki ga kanojo wo yonde iru | 4 agosto 2005     |         |
| 16                              | Nomiya discute con Miwako della prossima futura ristrutturazione dello studio d'architettura; l'azienda si dividerà in due parti, una rimarrà stabilmente a Tokyo mentre l'altra si trasferirà a Tottori. Nel frattempo Asai è ancora in ospedale e Rika non è riuscita a trovare un sostituto valido; Takumi prende quindi la decisione di tornare a lavorare con Rika presso o studio Harada, senza neppure chiederle il permesso ma mettendola invece davanti al semplice fatto compiuto: gl'impone la propria presenza. Ayumi, che viene a sapere tutto ciò attraverso Nomiya, cade in una profonda depressione; come le era capitato di fuggire le dichiarazioni di quattro amici d'infanzia - i quali finalmente han trovato il coraggio di confessarle il loro amore -, ora tocca a lei subire il rifiuto di Takumi. Hanamoto cerca di fargli capire che, nel caso di una persona che non ama l'altro, le possibilità sono due: provare lo stesso a stare assieme o semplicemente chiarire la situazione. Le consiglia pertanto di dire ai ragazzi quali sono i suoi veri sentimenti (anche se non lo dice ad Ayumi, pensa ci potrebbe essere anche una terza scelta). |                   |         |
| 17                              | Quello che non ho è una destinazione…… / Non capisco nemmeno il mio stato d'animo 「オレに無いのは、目的地なんだ⋯⋯ ／自分の気持ちも分からない」 - Ore ni nai no wa, mokutekichi nanda…… / Jibun no kimochi mo wakaranai | 11 agosto 2005    |         |
| 17                              | Dopo che Takumi se n'è andato dalla Fujiwara Design, Miwako esprime il proprio sconforto acquistando una comoda poltrona per l'ufficio. Ayumi, rimuginando sulla proposta fattagli dai quattro amici d'infanzia, li affronta provando a spiegargli il più chiaramente possibile come stanno le cose: il loro rapporto sembra così chiudersi in maniera corretta. Yuta, stressato dal fatto di non aver ancora ben compreso quale sia il proprio autentico scopo nella vita, incappa in problemi d'indecisione anche nei riguardi delle domande di lavoro da preferire. In un momento di crisi distrugge l'opera d'arte che stava creando in palestra per la tesi di laurea, tanto da sorprendere tutti per questo repentino scatto d'ira, così inusuale in lui. Sono tornate le feste natalizie e Ayumi ed Hagu fanno lo stesso lavoretto dell'anno precedente per il negozio di torte; intanto con una serie di buffonate ben piazzate Hanamoto cerca di tirar su il morale a Yuta, che ha impellente bisogno di trovare un'altra idea per il lavoro artistico riguardante il suo progetto di laurea. Il ragazzo però crolla di colpo e in ospedale dove è stato trasportato d'urgenza gli viene diagnosticata un'ulcera; visitato dalla madre e dal patrigno, viene convinto da questi di rimanere a studiare all'università un altro anno e rinviare la tesi. Poi, proprio mentre Yuta sta per confessare i sentimenti che prova nei suoi confronti ad Hagumi, viene interrotto da Hanamoto che gli ha appena portato un piccolo televisore palmare: appena acceso, vedono Shinobu che sta per esser premiato per la sua attività svolta in America.                                         |                   |         |
| 18                              | Se Morita tornasse…… Lei cosa farebbe? E poi…… / Quella persona è tornata 「森田さんが戻って来たら⋯⋯ 彼女は？そして⋯⋯ ／あの人が帰ってきた」 - Morita-san ga modottekitara…… Kanojo wa? Soshite…… / Ano hito ga kaettekita | 18 agosto 2005    |         |
| 18                              | Shinobu ha ricevuto un premio Oscar in qualità di collaboratore di un'importante pellicola cinematografica; la celebrazione era però registrata ed ora l'amico si trova lì di fronte a loro, nel letto accanto a quello di Yuta. Il giorno seguente, dopo che il professor Hanamoto trascina via Shinobu per fargli completare finalmente la tesi che aveva abbandonato di punto in bianco, Ayumi chiede a Takumi come va il suo lavoro, e rimane turbata quando scopre che è tornato da Rika. Shinobu, pressato dal professor Tange, riesce a finire in tempo l'opera da presentare per la tesi che aveva mollato in fase d'ultimazione: una scultura dorata che rappresenta il suo autoritratto. Infine s'iscrive al corso di pittura giapponese. |                   |         |
| F                               | Tu sei, il re della moda / Lo SPECIAL sulla Fujiwara Design è questo tipo di storia 「キミが、お洒落番長／藤原デザイン事務所ＳＰＥＣＩＡＬはこんなお話」 - Kimi ga, oshare banchō / Fujiwara Dezain SPECIAL wa konna ohanashi | DVD               |         |
| 19                              | Ogni volta che succede, Mayama mi perde di vista / Il tempo interrotto riprende a muoversi 「こうやっていつも、真山は私を見失う／止まった時間が動き出す」 - Kōyatte itsumo, Mayama wa watashi wo miushinau / Tomatta jikan ga ugokidasu | 25 agosto 2005    |         |
| 19                              | Takumi va all'ufficio progettazione Fujiwara e vi trova Ayumi, accorgendosi che Nomiya prova sempre più un interesse amoroso per la ragazza, tanto da fargli fare scelte contrarie agli interessi economici dello studio. In seguito Takumi va a casa per incontrarsi con Yuta e Shinobu; quando i tre si riuniscono per mangiare la cena preparata da Shinobu, Yuta ricorda il momento in cui egli partì per l'America. La sera seguente tutti si ritrovano al festival annuale ed Ayumi accetta d'andar via con Nomiya, dopo aver avuto una discussione con Takumi; tuttavia la ragazza comincia quasi subito a provare dei ripensamenti sul fatto d'uscire con Nomiya: quest'ultimo la costringe ad affrontare la verità - che lei stessa non vuole vedere - riguardante la propria relazione con Takumi. Nel frattempo presso l'ufficio Fujiwara Miwako ha un colloquio con Takumi; gli fa notare che lui e Nomiya sono molto simili nella personalità, il che rende la frustrazione di Takumi ancora più acuta. Nomiya ha portato Ayumi a mangiare fuori, dopo di che la conduce a vedere la ruota panoramica e la ragazza ormai ubriaca ricorda certi episodi del passato tra lei e Takumi: infine deve ammettere che Nomiya aveva ragione in tutto quando gli ha fatto capire del suo rapporto con Takumi, e ciò la porta alle lacrime. La mattina seguente, all'alba, Ayumi rimane scioccata nel rendersi conto d'aver dormito tutta la notte nella stessa stanza con Nomiya - il primo ambiente progettato da lui nella sua carriera d'architetto -; ma Nomiya la tranquillizza rassicurandola che non è accaduto nulla tra loro ed offrendole di fare un giro sulla ruota panoramica. |                   |         |
| 20                              | Non un tuo dovere prenderti cura di questo?! / Prego alla luna che galleggia nel cielo notturno 「それをケアすんのがアンタの役目だろう！／夜空に浮かぶ月に祈る」 - Sore wo kea sunno ga anta no yakume darō! / Yozora ni ukabu tsuki ni inoru | 1º settembre 2005 |         |
| 20                              | Nomiya si fa assistere dai colleghi Yamazaki e Miwako per rimettere in sesto Ayumi dopo la tremenda sbornia e ricondurla a casa sana e salva; Takumi giunto in ufficio nota le foto scattate da Nomiya alla ruota panoramica. In seguito Shinobu incontra Ayumi e la fa entrare in casa sua; le spiega ch'eran tutti rimasti molto preoccupati per la sua repentina scomparsa la sera prima. Il giorno seguente il professor Hanamoto spiega a Yuta come ha fatto a scegliere di diventar insegnante; il ragazzo confida che tutti, compresa Hagumi, sembrano avere un futuro abbastanza sicuro e pianificato, tutti tranne lui. Shinobu poi si sorprende che Hagumi rifiuti recisamente di fare una mostra dei suoi quadri in qualche galleria d'arte: Hanamoto spiega che spetta alla ragazza la scelta di far quel che vuole delle sue capacità artistiche. In ufficio Nomiya, accusato d'aver una personalità contorta dai colleghi, riflette sul fatto ch'egli ha cercato di cambiare i propri modi di fare fin dal primo momento che Takumi ha iniziato a lavorare con loro ed ammette con se stesso che, sì, si assomigliano. Il professor Shoda vede infine Ayumi in laboratorio fare troppe ceramiche, come fosse preoccupata di qualcosa e si rende conto che qualcosa la assilla. |                   |         |
| 21                              | …… È vuoto…… 「⋯⋯ 空っぽだ⋯⋯」 - …… Karappo da…… | 8 settembre 2005  |         |
| 21                              | Yuta riceve un'offerta di lavoro da un uomo d'affari conoscente del professor Hanamoto ed il ragazzo accetta immediatamente con somma felicità; l'occasione viene celebrata quella sera stessa assieme agli amici: ricevono però presto una telefonata che annuncia l'avvenuto fallimento improvviso dell'azienda dell'imprenditore. Nel frattempo la parte del gruppo che s'era trasferito a Tottori manda allo studio Fujiwara a Tokyo alcuni lavori incompiuti da finire con urgenza. Ayumi, andata a consegnare qualcuna delle sue ceramiche in sostituzione di altre ch'erano state danneggiate, cerca di fermare inutilmente Nomiya prima ch'egli possa fuggire fuori: Miwako le dice che il giovane è in procinto di trasferirsi a Tottori per dare una mano alla succursale ed Ayumi ne rimane colpita. Accade anche che Yuta scompare senza preavviso, mettendo in agitazione tutti quanti. Il professor Hanamoto capisce che il ragazzo ha bisogno di stare per un po' di tempo da solo e che probabilmente è andato alla ricerca di se stesso e della propria strada: tornerà sicuramente quando l'avrà trovata. Se ne è andato in bicicletta senza dir nulla a nessuno ed ha raggiunto la spiaggia; Yuta pare temer ciò che il futuro ha in serbo per lui. Intanto gli altri vedono ch'egli ha prelevato dei soldi dal suo conto in banca. |                   |         |
| 22                              | …… Quando ho attraversato il tunnel sono arrivato in un posto bellissimo…… 「⋯⋯ トンネルを抜けるととてもキレイな所に出た⋯⋯」 - …… Tonneru wo nukeru to totemo kirei na tokoro ni deta…… | 15 settembre 2005 |         |
| 22                              | A Yuta, durante il suo viaggio per il paese compiuto in bicicletta, capita di dover chiedere dell'acqua a varie persone; Miwako manda dei messaggi a Nomiya ed Ayumi cercando di rimanere in contatto con loro e chiedendosi cosa stiano facendo; Hagumi si convince d'esser egoista perché non vuole mostrare agli altri i suoi dipinti né accettare di metterli in mostra. Yuta è ancora incerto se e quando tornare a casa, o meno: purtroppo per lui la bicicletta proprio mentre sta passando nei pressi di un tempio, lungo il tragitto, si rompe. Incontra così degli operai esperti in falegnameria i quali da una città all'altra vengono chiamati per ristrutturare templi e santuari; il ragazzo, dopo un primo momento di titubanza, decide di rimanere per un periodo con loro e chiede di poterli aiutare. Questo almeno fino a quando non sia in grado d'acquistare una nuova bicicletta. Nel frattempo il professor Hanamoto rivela ad Hagumi che Yuta gli ricorda tanto se stesso quando aveva la sua età; anch'egli da giovane è partito per un certo tempo in viaggio alla ricerca di se stesso e di quello che avrebbe voluto fare della propria esistenza. Ayumi infine incontra per la prima volta Rika, finendo per provar compassione per lei. |                   |         |
| 23                              | …… E poi, ancora una volta mi sono messo a correre…… 「⋯⋯ そして、僕はもう一度走り出す⋯⋯」 - …… Soshite, boku wa mō ichido hashiridasu…… | 22 settembre 2005 |         |
| 23                              | Yuta inizia a preparar il pranzo per i falegnami, rivelandosi essere davvero bravo in cucina; ha già calcolato che gli serviranno almeno dieci giorni prima di avere i soldi per procurarsi un'altra bici. Intanto all'ufficio Fujiwara, Rika chiede ad Ayumi se volesse lavorare per lei, dato che gli interessano le ceramiche prodotte dalla ragazza; ma appena viene a sapere la novità ecco che Takumi sembra preoccuparsene molto. Yuta velocemente si lega al gruppo di falegnami e quasi quasi desidererebbe rimaner con loro, dato che inoltre apprezzano molto la sua cucina. Uno di loro presta al ragazzo la propria bicicletta da viaggio, assieme ad una cartina geografica dell'intero paese tutta sottolineata, facendo così a Yuta una gran bella sorpresa. Gli operai lo salutano augurandogli una buona conclusione del viaggio e lo lasciano ripartire. |                   |         |
| 24                              | …… Sono qui 「⋯⋯ ついた」 - …… Tsuita | 26 settembre 2005 |         |
| 24                              | In un negozio nei pressi di una scuola Yuta si ferma a far colazione; il proprietario comincia a parlargli del periodo in cui è stato in America e gli offre delle provviste per il resto del cammino. Yuta ripensa con nostalgia e un po' di tristezza a quando, da bambino, avrebbe tanto voluto andare assieme al padre in America; essendo sovrappensiero e non prestando troppa attenzione alla strada, durante una curva cade rovinosamente. Riesce comunque a rimettersi in sella e continuare il proprio viaggio di ritorno verso casa. Appena giunto va a trovare Hagumi e finisce con l'addormentarsi di colpo a fianco. Poco dopo arriva il professor Hanamoto e li scorge. La mattina dopo, appena svegliato, Yuta riceve una calorosa accoglienza da parte di tutti: il viaggio è durato due interi mesi. Decidono poi d'andare a vedere i fuochi d'artificio per la festa del raccolto. Dopo essersi reso conto che ciò che ha lasciato dietro di sé durante questo periodo di tempo significa così tanto per lui, ammette con se stesso il sentimento amoroso che prova nei confronti di Hagumi. Quella notte, accanto alla sua bicicletta, si vede un quadrifoglio. |                   |         |
| Seconda stagione (12 episodi)   | |                   |         |
| 1                               | …… E poi, abbiamo cominciato a girare di nuovo…… 「⋯⋯ そして、僕たちは再び回り始める⋯⋯」 - …… Soshite, bokutachi wa futatabi mawari hajimeru…… | 29 giugno 2006    |         |
| 2                               | …… Però, se insisti nel voler trovare il modo più complicato, fai pure… / Vorrei dirtelo ma non posso 「⋯⋯ でも、そうでもしなきゃ思い知れないんなら、行くがいいさ⋯ ／言いたくても言えなくて」 - …… Demo, sōdemo shinakya omoishirenainnara, iku ga ii sa… / Iitakute mo ienakute | 6 luglio 2006     |         |
| 3                               | Da non crederci…… c'hai messo 9 ore……! / Non voglio vedere le tue lacrime 「信じらんねぇ⋯⋯ ９時間かかんだぞ⋯⋯！／君の涙を見たくない」 - Shinjirannē…… Ku jikan kakan dazo……! / Kimi no namida wo mitakunai | 13 luglio 2006    |         |
| 4                               | Ero io quello che non potevo sopportare prima. Ne ero consapevole…… / Non ti lascerò andare da nessuna parte 「先に耐えきれなくなったのは俺だった。気付いてはいたんだ⋯⋯ ／あなたをどこにも行かせない」 - Saki ni taekirenakunatta no wa ore datta. Kizuite wa itanda…… / Anata wo doko ni mo ikasenai | 20 luglio 2006    |         |
| 5                               | Già, a lui…… è stato concesso di starle più vicino…… / Felice, ma doloroso 「そう、彼は⋯⋯ 優しくしあうことを許されたのだ⋯⋯ ／嬉しいのに苦しくて」 - Sō, kare wa…… yasashiku shiau koto wo yurusaretanoda…… / Ureshii noni kurushikute | 27 luglio 2006    |         |
| 6                               | …… Non posso dirlo……, io non ho alcun diritto di portarglielo via… / Noi non andremo mai al mare 「⋯⋯ 口にしてはダメ⋯⋯ 、私には、それを奪う権利はない⋯ ／僕たちは、海に行く事はなかった」 - …… Kuchi ni shite wa dame……, watashi ni wa, sore wo ubau kenri wa nai… / Bokutachi wa, umi ni iku koto wa nakatta | 3 agosto 2006     |         |
| 7                               | …… Riguardo a quel periodo, si è bruciato nella mia memoria, ma continua a tornare in me…… / Avanti, verso la luce 「⋯⋯ あのときのことが、目に焼き付いて離れない⋯⋯ ／前に、光の差す方向に」 - …… Ano toki no koto ga, me ni yakitsuite hanarenai…… / Mae ni, hikari no sasu hōkō ni | 10 agosto 2006    |         |
| 8                               | …… Io non sapevo nulla. / Noi non sapevamo nulla 「⋯⋯ 僕は、なにも知らなかった。／僕たちは、なにも知らなかった」 - …… Boku wa, nani mo shiranakatta. / Bokutachi wa, nani mo shiranakatta | 17 agosto 2006    |         |
| 9                               | …… Oh, Dio…… in qualche modo, a lei…… / Ho riflettuto sulle mie debolezze 「⋯⋯ ああ、神様⋯⋯ どうか、彼女を⋯⋯ ／自分の無力を噛み締める」 - …… Aa, Kami-sama…… dōka, kanojo wo…… / Jibun no muryoku wo kamishimeru | 24 agosto 2006    |         |
| 10                              | …… Dove sei andata, idiota…… / Quando ero piccola, ho visto Dio solo una volta 「⋯⋯ どこ、行っちゃってるのよ、バカ⋯⋯ ／小さい頃、一度だけ神様を見た」 - …… Doko, itchatterunoyo, baka…… / Chiisai koro, ichido dake Kami-sama wo mita | 31 agosto 2006    |         |
| 11                              | …… Ti prego non portare via da me i miei disegni… / Ti prego dammi la tua vita 「⋯⋯ 私から、絵を描くことを、奪わないでください⋯ ／あなたの人生を、私にください」 - …… Watashi kara, e wo kaku koto wo, ubawanai de kudasai… / Anata no jinsei wo, watashi ni kudasai | 7 settembre 2006  |         |
| 12                              | …… Con il passare del tempo, arriverà sicuramente il giorno in cui tutto sarà solo un ricordo / Con miele e trifogli 「⋯⋯ 時が過ぎて、何もかもが思い出になる日はきっと来る／ハチミツとクローバーと」 - …… Toki ga sugite, nani mo kamo ga omoide ni naru hi wa kitto kuru / Hachimitsu to kurōbā to | 14 settembre 2006 |         |

### Colonna sonora
Sigla di apertura
- Dramatic (ドラマチック?), di YUKI (prima stagione; ep. 1-24)
- Fugainaiya (ふがいないや?), di YUKI (seconda stagione; ep. 1-12)

Sigla di chiusura
- Waltz (ワルツ?), di Suneohair (prima stagione; ep. 1-12, 24)
- Mistake, dei THE BAND HAS NO NAME (prima stagione; ep. 13-23)
- Split (スプリット?), di Suneohair (seconda stagione; ep. 1-12)

Altre canzoni (prima stagione)
- Hachimitsu (ハチミツ?), degli Spitz (ep. 1)
- 8-gatsu no serenade (８月のセレナーデ?), di Shikao Suga (ep. 2)
- Tsuki to knife (月とナイフ?), di Shikao Suga (ep. 3)
- Nami hikari (波光?), di Shikao Suga (ep. 4)
- Tamagawa (多摩川?), degli Spitz (ep. 7)
- Sakana (魚?), degli Spitz (ep. 10)
- Sorosoro ikanakucha (そろそろいかなくちゃ?), di Shikao Suga (ep. 13)
- Y, degli Spitz (ep. 14)
- Yoru wo kakeru (夜を駆ける?), degli Spitz (ep. 15)
- Yubikiri (ユビキリ?), di Shikao Suga (ep. 18)
- Ougon no tsuki (黄金の月?), di Shikao Suga (ep. 19)
- Tsuki ni kaeru (月に帰る?), degli Spitz (ep. 22)
- Room 201, degli Spitz (ep. 23)
- Spica (スピカ?), degli Spitz (ep. 24)

Altre canzoni (seconda stagione)
- Nakayoshi (仲良し?), degli Spitz (ep. 1)
- Pool (プール?), degli Spitz (ep. 2)
- Koko ni iru koto (ココニイルコト?), di Shikao Suga (ep. 3)
- Honoho (ほのほ?), degli Spitz (ep. 4)
- Je t'aime? (ジュテーム？?), degli Spitz (ep. 5)
- HAPPY BIRTHDAY, di Shikao Suga (ep. 6)
- Natsukage (夏陰～なつかげ～?), di Shikao Suga (ep. 7)
- Ringo Juice (リンゴ・ジュース?), di Shikao Suga (ep. 8)
- Kazenagi (風なぎ?), di Shikao Suga (ep. 9)
- Namida (涙?), degli Spitz (ep. 10)
- Futari no kage (ふたりのかげ?), di Shikao Suga (ep. 11)
- Inaka no seikatsu (田舎の生活?), degli Spitz (ep. 12)

## Libri e romanzi
1. Honey and Clover vol. 0 Official fan book (ハチミツとクローバー ｖｏｌ．０ オフィシャル・ファンブック?), 19 maggio 2005, ISBN 4-08-865283-5.
2. Kōshiki animation guide Honey and Clover seishun album (公式アニメーション・ガイド ハチミツとクローバー 青春アルバム?), 19 giugno 2006, ISBN 4-08-865351-3.
3. Honey and Clover film story (ハチミツとクローバー ｆｉｌｍ ｓｔｏｒｙ?), 28 giugno 2006, ISBN 4-08-600782-7.
4. "Honey and Clover" PHOTO MAKING BOOK (「ハチミツとクローバー」ＰＨＯＴＯ ＭＡＫＩＮＧ ＢＯＯＫ?), 4 luglio 2006, ISBN 4-08-102063-9.
5. Honey and Clover Tedzukuri ehon (ハチミツとクローバー 手作り絵本?), 24 gennaio 2007, ISBN 978-4-08-908054-2.

## Live action
Dopo il primo adattamento in una pellicola cinematografica dal vivo nel 2006 (con Shō Sakurai nel ruolo di Yuta), ne è stato tratto un dorama in 11 puntate, questa volta con Tōma Ikuta che interpreta la parte del protagonista maschile e Riko Narumi come Hagumi.
Inoltre un drama taiwanese intitolato Feng Mi Xing Yun Cao per complessive 14 puntate è andato in onda sempre nel 2008, con la partecipazione nel ruolo di Mayama di Joe Cheng, altresì noto per le sue interpretazioni in It Started With a Kiss (Ezuoju zhi wen) e Love or Bread (Wo De Yi Wan Mian Bao), di Janine Chang nel ruolo di Ayumi, di Eddie Peng in quello di Shinobu e della giapponese Chiaki Ito in quello di Hagumi.